# Indischer Admiral

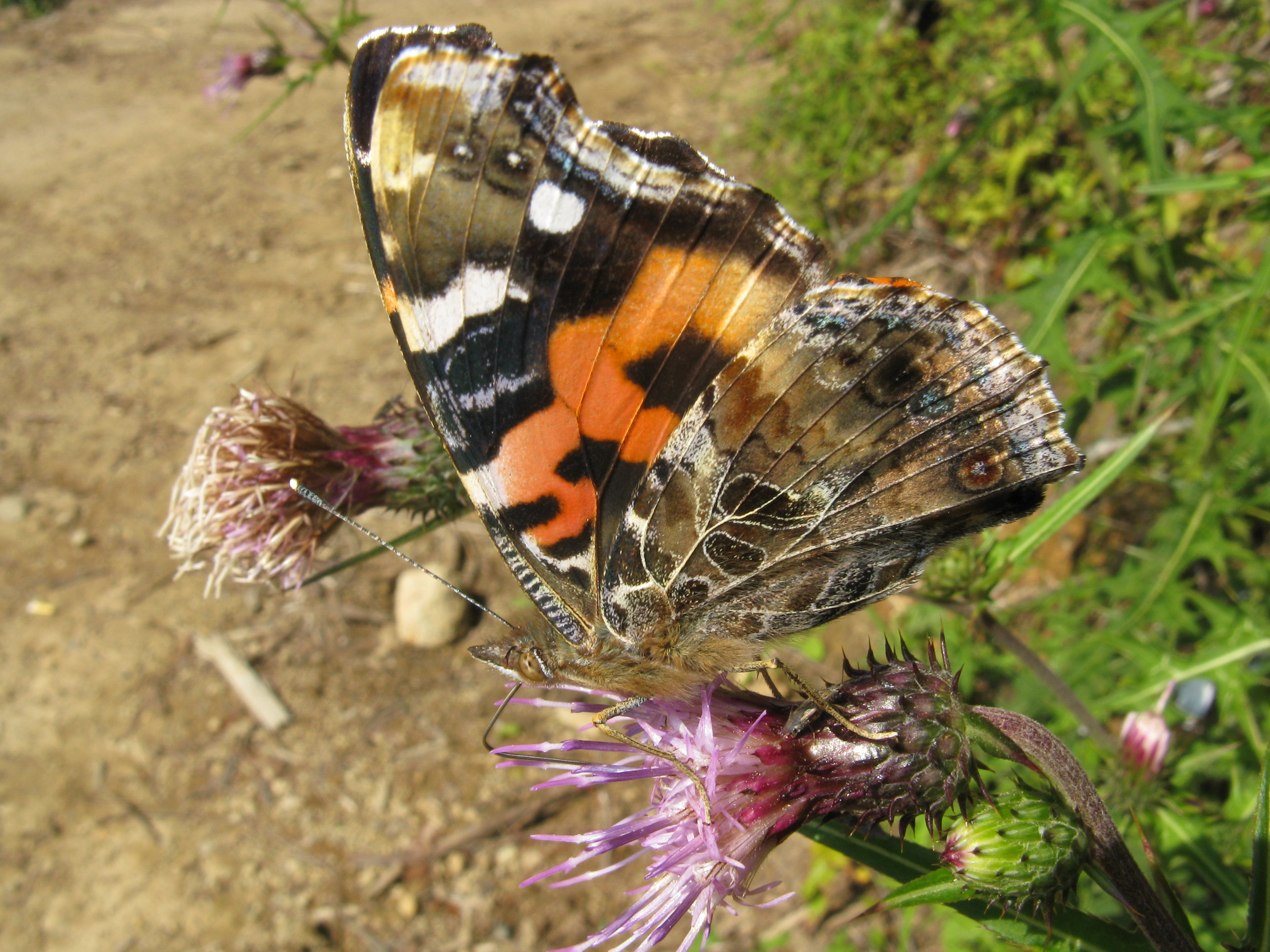
Unterseite des Indischen Admirals

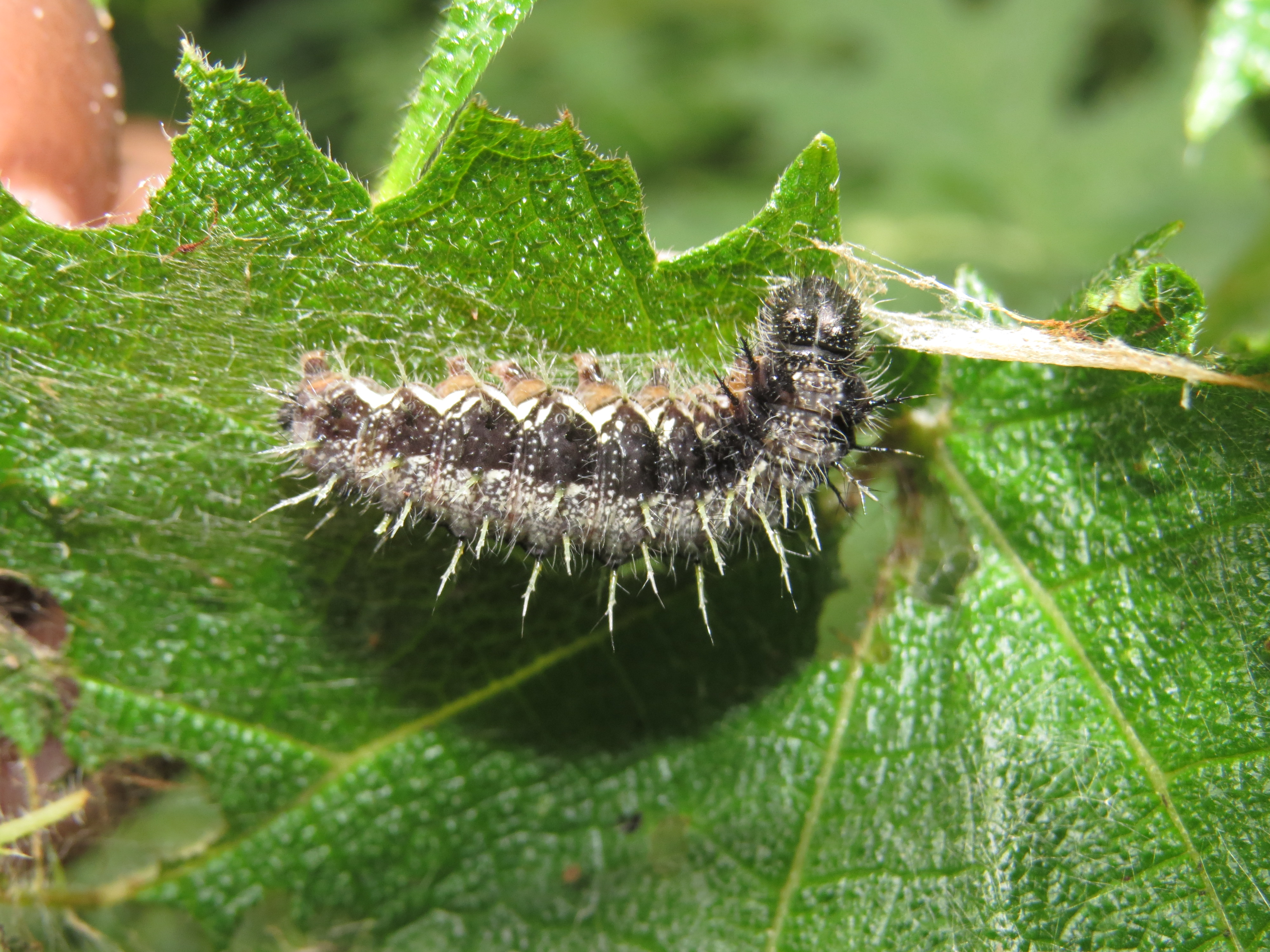
Raupe an Girardinia diversifolia

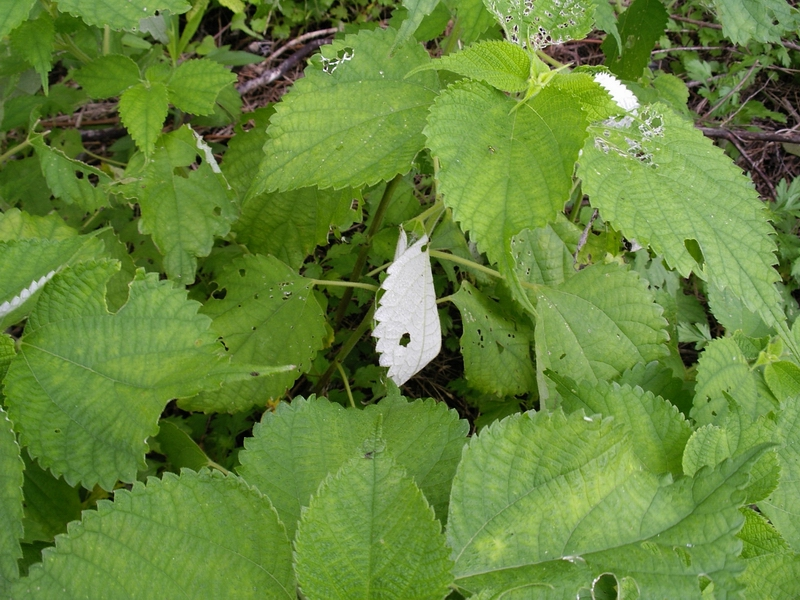
Raupe in Blättern von Boehmeria eingesponnen

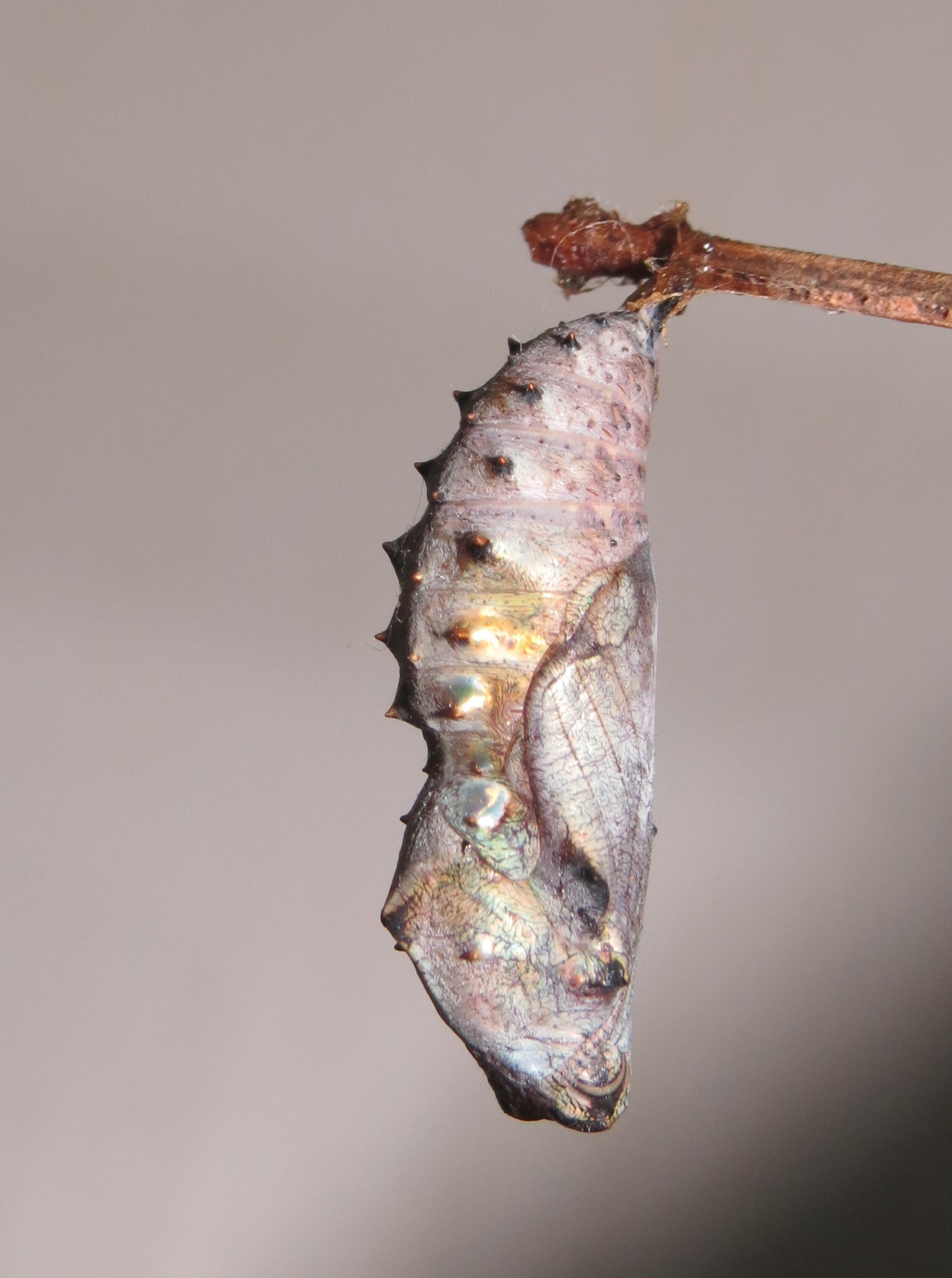
Puppe des Indischen Admirals

Der Indische Admiral (Vanessa indica) ist ein Schmetterling (Tagfalter) der Gattung Vanessa aus der Familie der Edelfalter (Nymphalidae), der in weiten Teilen Asiens verbreitet ist.

## Beschreibung
Die Falter erreichen eine Flügelspannweite von 50 bis 60 Millimeter. Im Apex des Vorderflügel sind die für die Gattung typischen weißen Flecken auf schwarzem Grund und von der Costa zum äußeren Ende der Zelle befindet sich der weiße Balken. Darauf folgt ein an der Costalader zwischen Mitte und Basis beginnendes orange-rotes Band, das bis zum Innenwinkel geht und schwarze Flecken aufweist. Basal ist der Flügel braun. Die Hinterflügel sind überwiegend braun mit einer roten Randzone. In die Randzone sind schwarze Punkte eingelagert, die viel größer als beim Admiral (V. atalanta) sind. Der Hinterrand des Hinterflügels ist leicht gebuchtet.
Die Vorderflügelunterseite ähnelt mehr dem  Admiral als Vanessa tameamea. Die Breite des orangen Band liegt zwischen dem schmäleren von V. atalanta und dem breiteren von V. tameamea. Die Unterseite des Hinterflügel ähnelt sehr V. atalanta, hat aber mehr Weiß im marmorierten Teil.
Das halbkugelige Ei hat 14 Rippen in Längsrichtung im Gegensatz zum Ei des Admirals (V. atalanta) und des Kanarischen Admirals (V. vulcania), das jeweils nur 10 Rippen hat.
Die Raupe hat einen schwarz-gelben Körper der mit dunklen Stacheln besetzt ist.

### Ähnliche Arten
- Kanarischer Admiral (Vanessa vulcania) (Godart, 1819) kommt auf den Kanarischen Inseln, Madeira und im äußersten Südwesten der Iberischen Halbinsel vor. Der distale weiße Fleck ist bei V. indica in eine Punktreihe aufgelöst. Die mehr proximal gelegenen weißen Flecken sind beim Indischen Admiral etwas größer. Die rote Binde ist etwas schmaler und meist kräftig rot statt orange-rot.[2] Auf den Hinterflügeln sind die schwarzen Flecken in der roten Zone etwas kräftiger.
- Admiral (Vanessa atalanta) (Linnaeus, 1758) kommt in Nordamerika bis Guatemala, auf Haiti, Neuseeland und in Nordafrika und Europa bis in den Westen Asiens vor. Er ist gut unterscheidbar vom Indischen Admiral, da dessen schwarze Zone der Vorderflügel wesentlich größer ist. Die weißen Flecken darin sind ebenfalls deutlich größer. Dafür ist das rote Band deutlich schmaler und ohne schwarze Flecken.
- Vanessa buana (Fruhstorfer, 1898) kommt nur auf der indonesischen Insel Sulawesi vor. Die schwarze Zone am Vorderflügel ist breiter und der rote Streifen schmäler. Am Außenrand der Hinterflügel ist die schwarze Zeichnung kräftiger und zusammenhängend.
- Vanessa dejeanii (Godart, [1824]) kommt in Indonesien und auf den Philippinen vor. Die Flügel haben eine hellbraune Grundfarbe und sind grünlich-goldenen übergossen.
- Vanessa tameamea (Eschscholtz, 1821) kommt nur auf Hawaii vor. Der Vorderflügel ist basal hell orangebraun bis zur orangen Binde, der Hinterflügel ist ebenfalls von der Basis bis vor das submarginale orange Band hell orangebraun. Das submarginale orange Band ist unterbrochen und durch ein dunkelbraunes marginales Band vom Flügelrand getrennt.

## Verbreitung und Lebensraum
Die Nominatform V. indica indica ist weit verbreitet in Südostasien von Nord-Indien, dem Himalaya,  über China bis Japan (Okinawa), Taiwan, die Gebirge östlich von Burma, Laos, Vietnam bis nach Thailand und dem Norden der  Philippinen (Luzon, Mindoro und Palawan). Im Sommer wandern die Falter zum Teil weit nach Norden bis in das südliche Sibirien vom Baikalsee im Westen bis Jakutien und zur Halbinsel Kamtschatka im Norden. Disjunkte Vorkommen haben die Unterarten V. indica pholoe im Süden Indiens und V. indica nubicola auf Sri Lanka.
Bewohnt werden offenes Land wie Grasland, Wiesen, Wegränder und Gärten.

## Lebensweise
Die Raupen ernähren sich von Urtica thunbergiana, Urtica angustifolia, Himalaya-Nessel (Girardinia heterophylla), Boehmeria densiflora und Ramie (Boehmeria nivea).  Von der Unterart nubicola sind die Brennnesselgewächse Girardinia heterophylla, Girardinia heterophylla var. palmata und Urtica neilgherriensis bekannt. Die Raupen spinnen Blätter ihrer Futterpflanze zu einer Tüte zusammen, in der sich am Ende auch verpuppen.

## Flugzeiten
Der Falter fliegt im südlichen Verbreitungsgebiet das ganze Jahr über in kontinuierlich aufeinander folgenden Generationen. Weiter nördlich von Juli bis September und nach der Überwinterung der Falter wieder von April bis Mai.

## Taxonomie

### Taxonomischer Status
Manche Autoren betrachten den Kanarischen Admiral (V. vulcania) und Vanessa buana, die auf Sulawesi vorkommt, lediglich als Unterart des Indischen Admirals, da die Unterschiede, besonders bei ersterem sehr gering sind. DNA-Analysen haben gezeigt, dass V. buana ausreichend von V. indica differenziert ist, um als Art eingestuft zu werden. Bei V. vulcania ist auch nach der DNA-Analyse der Status als Art nicht ausreichend gesichert.

### Unterarten
Die Unterarten unterscheiden sich nur sehr gering in den männlichen Genitalien.
- V. indica indica ist die Nominatform
- V. indica pholoe (Fruhstorfer, 1912). Das Orange auf der Oberseite der Vorderflügel, das den braunen Balken in der Zelle umgibt, ist viel schmäler oder fehlt manchmal ganz im Zwischenraum Cu 2 nahe der Zelle.[1]
- V. indica nubicola (Fruhstorfer, 1898) hat dieselben Abweichungen bei der Vorderflügeloberseite wie pholoe, nur der Rand auf der Hinterflügeloberseite ist komplett dunkelbraun.[1]

### Synonyme
- Papilio atalanta indica Herbst, 1794[1]
- Pyrameis indica Kirby, 1871[1]
- Hamadryas callirhoe Hübner, 1806[5]
- Pyrameis callirrhoe Dixey, 1890 Falschschreibung von callirhoe

## Status
Er ist in der Regel häufig anzutreffen.